# Alâeddin-Moschee von Konya

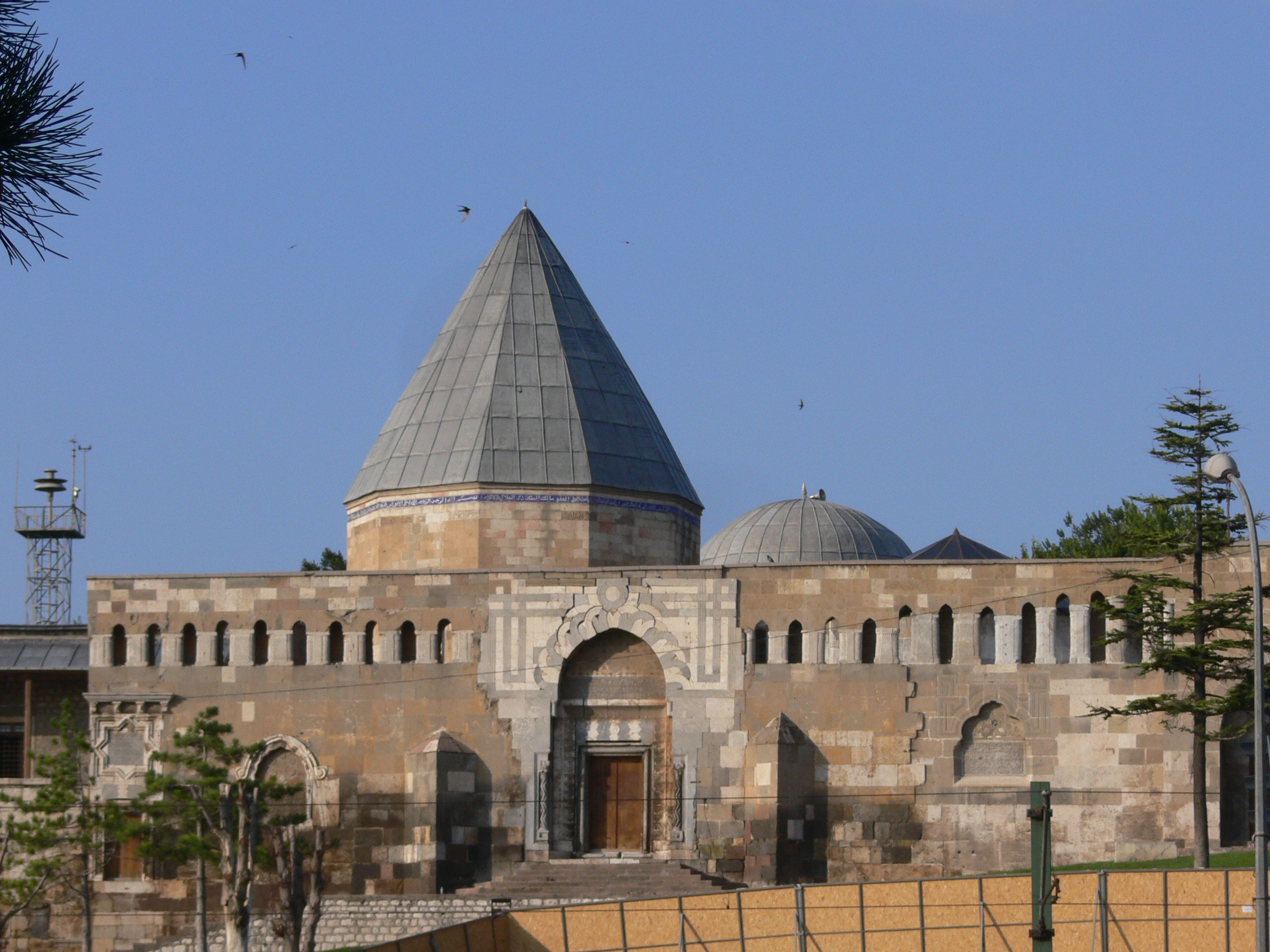
Alâeddin-Moschee von Konya

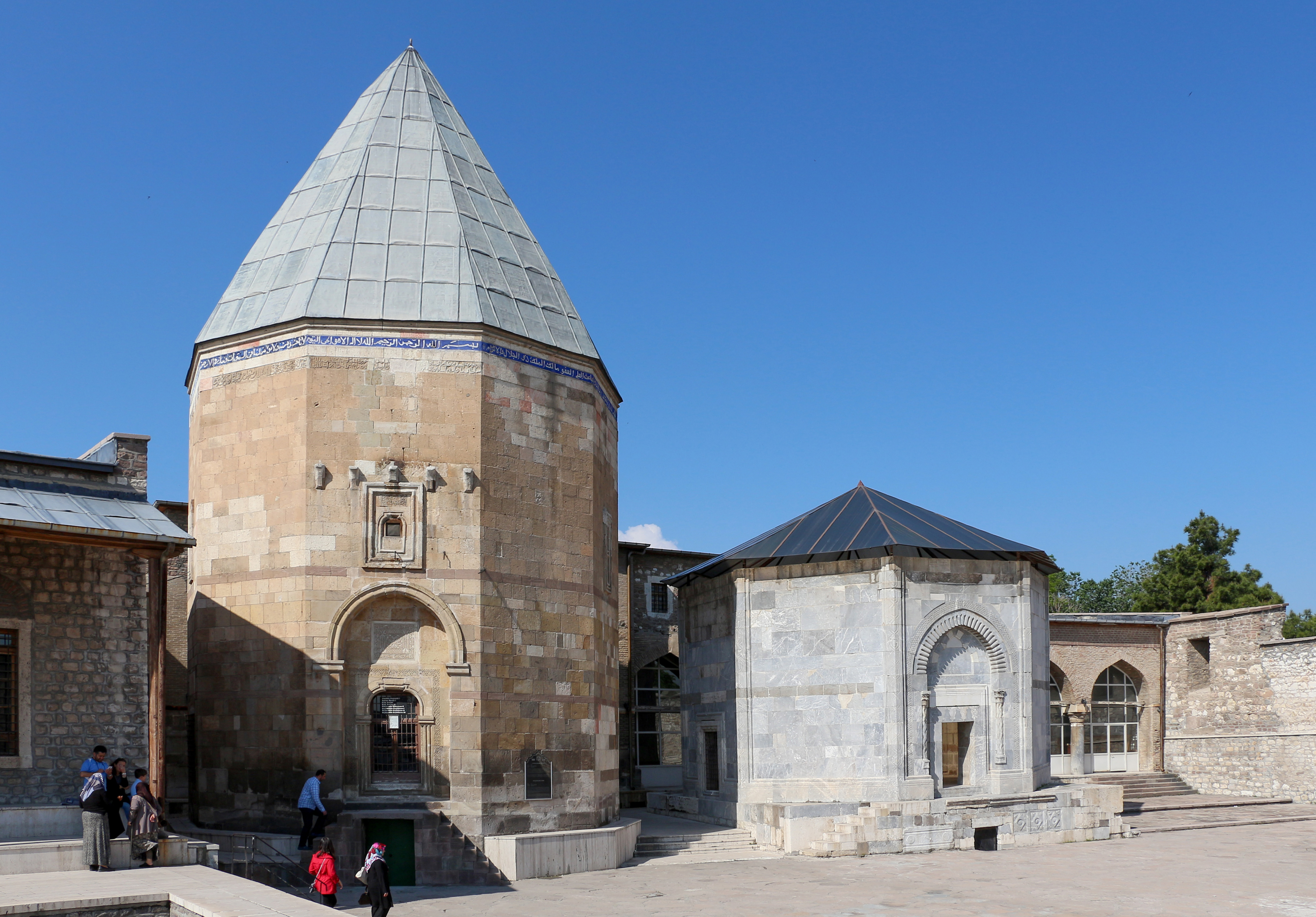
Innenhof mit den Türben Kılıç Arslans II. (links) und Kai Kaus I.

Die Alâeddin-Moschee von Konya, türkisch Alâeddin Cami, ist einer der ältesten Moscheebauten der seldschukischen Architektur in Kleinasien und Grablege einiger bedeutender rūm-seldschukischer Sultane. Sie ist Teil des Baukomplexes der Zitadelle auf dem Alâeddin-Hügel (Alâeddin tepesi) in Konya. Der Baukomplex (külliye) liegt auf einem künstlich aufgeschütteten Hügel, der ehemaligen Akropolis der antiken Stadt Ikonion. Bis in die 1920er Jahre befand sich am Rand des Hügelplateaus noch die zur Eflatun-Mescid umgestaltete byzantinische Hagios-Amphilochios-Kirche. Nördlich der Moschee stand früher ein Palast, von dem heute nur noch Grundmauern eines Turms erhalten sind. Die Mauern der Zitadelle wurden 1896 abgetragen.

## Baugeschichte
Der Bau wurde um 1150 begonnen. Unter Kai Kaus I. (türkisch İzzedin Keykavus, reg. 1210–1219) wurde die Moschee mit den repräsentativen Marmorbauten des Nordportals und des westlichen unvollendeten Grabturms zur Familienmoschee der Seldschukensultane ausgebaut. Kai Kaus I. starb vor der Vollendung des Bauwerks. Ihren Namen erhielten die beiden Bauten von Kai Kaus I. älterem Bruder und Nachfolger, Kai Kobad I. (türkisch ʿAlāʾ ad-Dīn Kai-Qubād, reg. 1219–1237). Dieser ließ den Baukomplex noch erweitern und im Inneren ausschmücken. Eine Bauinschrift überliefert das Jahr 1219 AD/AH 616 als Datum der Vollendung des Bauwerks.

## Architektur

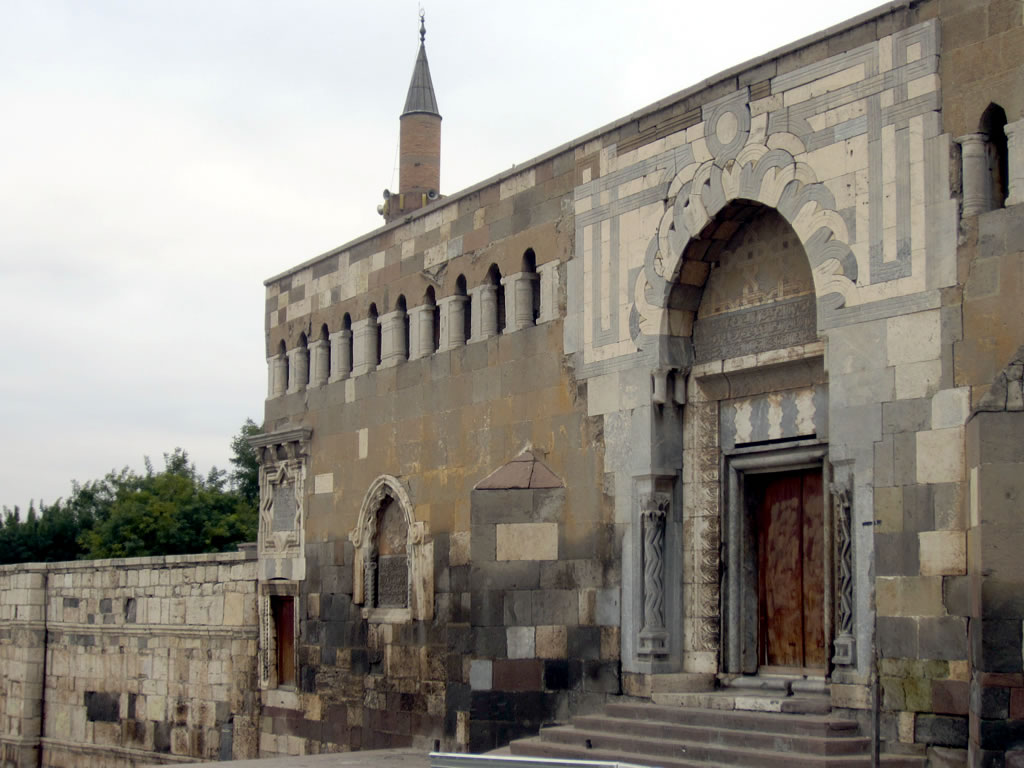
Nordfassade mit dem Hauptportal

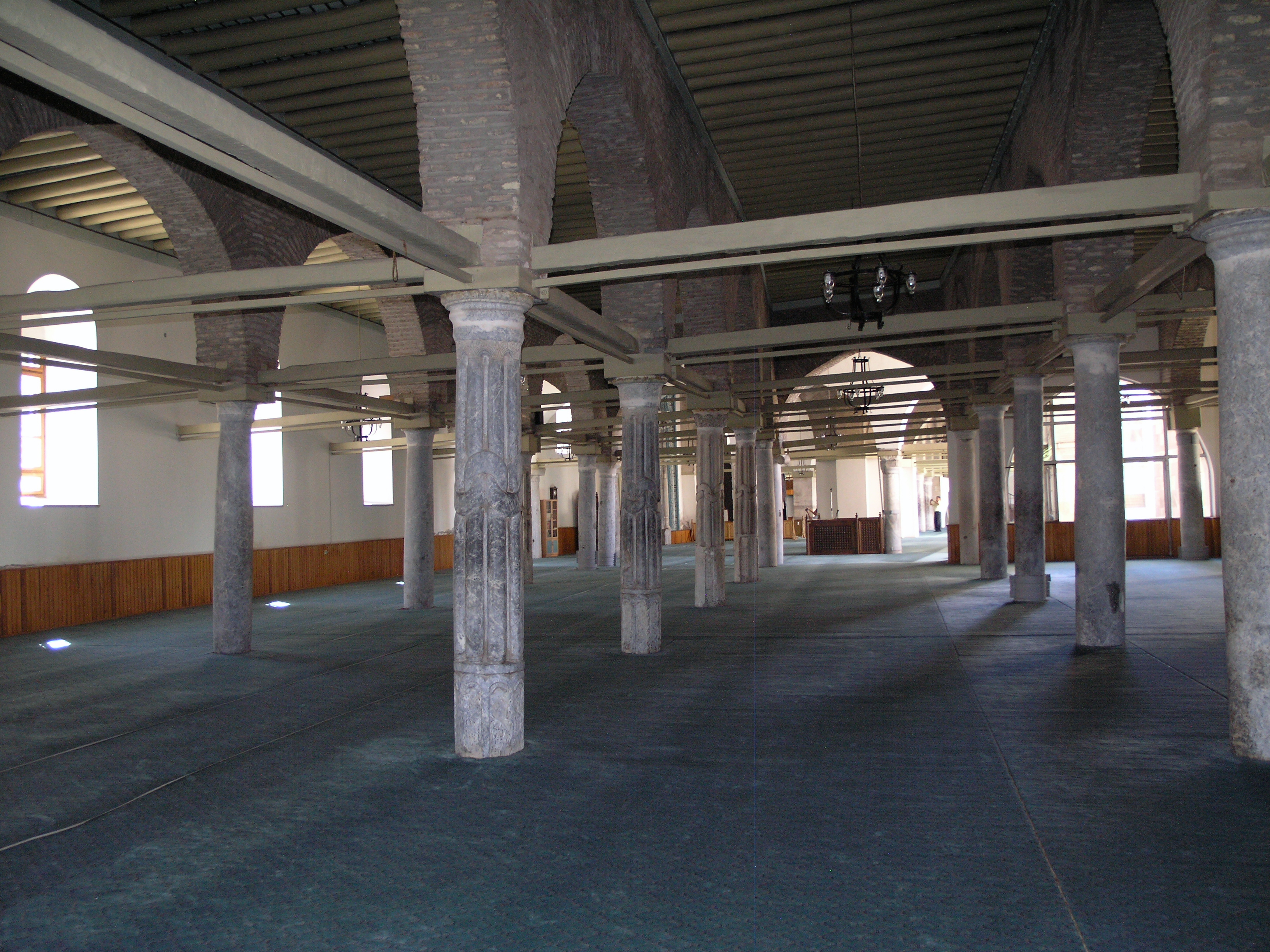
Östlicher Abschnitt der Gebetshalle mit byzantinischen Säulen

### Baubeschreibung
Der Grundriss der Moschee ist unregelmäßig trapezförmig. Die Nord- und Südwand treten jeweils zu ihrer Mitte hin leicht zurück, während die Ost- und Westwand zur Mitte hin nach außen weisen. Der östliche Teil der Nordwand besteht nur aus einer Mauer, im westlichen, höheren Teil befinden sich drei Portale. Nahezu in der Mitte des gesamten Baukomplexes steht das zwölfeckige Mausoleum des Kılıç Arslan II. (reg. 1156–1192) mit seinem kegelförmigen Dach, westlich davon befindet sich ein weiterer, unvollendeter Grabbau (türkisch türbe oder kümbet).
Nach Süden hin schließt sich an die Grabbauten der zentrale Abschnitt der Gebetshalle mit der typisch anatolischen  Mihrabkuppel und einem flach eingedeckten Iwan an. Seitlich nach Osten hin erweitert sich die Gebetshalle zu einem unregelmäßig trapezförmigen Raum, der durch 6 × 6 Säulen in sieben parallele Schiffe und Joche gegliedert ist. Der westliche Teil der Halle weist vier nur annähernd parallel liegende Schiffe auf. Diese Teile der Halle haben ihr Vorbild in dem arabisch-islamischen Bauplan der Hypostyl- oder Hallenmoschee. Die Säulen der Gebetshalle sind Spolien byzantinischer Bauten, die Decke besteht aus Holzbalken. Es gilt als wahrscheinlich, dass zuerst die Westhalle an den zentralen Bereich mit der Mihrabkuppel angebaut wurde und ihr östlicher Abschnitt später. In der Nordostecke der Gebetshalle steht unmittelbar an der Umfassungsmauer ein Minarett aus osmanischer Zeit. Aus späterer Zeit stammt auch ein neuer Zugang zur Gebetshalle, der in die Ostwand gebrochen wurde.
Der nördlich der Moschee gelegene Innenhof wird von einer Mauer aus gelbbraunem Kalkstein eingefasst, die nach Norden hin eine monumentale Fassade bietet. Diese ist mit Kalligrafien dekoriert, die die Namen zweier Handwerksmeister, Muḥammad Ḥawlan al-Dimishqī und Karim al-Dĩn Erdişāh, sowie der Sultane Kai Kaus I. und Kai Kobad I. wiedergeben. Die schmalen Bögen einer Arkade im oberen Viertel der Fassadenwand ruhen auf gedrungenen Pfeilern und sind unterschiedlich hoch. Das Eingangsportal ist abwechselnd aus regelmäßig gehauenen hellen und dunkleren Marmorblöcken aufgeführt. Es besitzt Reliefs aus geometrischen Flechtbändern. Die anderen Seiten der Außenmauer bestehen aus gröberen Bruchsteinen und Ziegeln.

### Innenausstattung
Die Kanzel (minbar) aus Ebenholz ist auf 1155 datiert und vielleicht der einzige Überrest der Ausstattung des ursprünglichen Baus. Die ursprüngliche Mihrabnische war mit Fayencekacheln in unterschiedlichen Farbtönen (Türkis- und Kobaltblau, Manganviolett) dekoriert. Während der Umbauten von 1891 wurde ihr eine Nische aus weißem Marmor vorangestellt, so dass nur noch die obere Hälfte der Nische und die dreieckigen Flächen des Fayencemosaiks am Übergang zur Kuppel in ihrer originalen Mosaikausstattung erhalten sind. Nach Aslanapa (1971, S. 109) sind Stil und Technik dieser Mosaiken vergleichsweise weit fortgeschritten, so dass sie eher der Bauperiode unter Kai Kobad I. zuzuordnen sind.

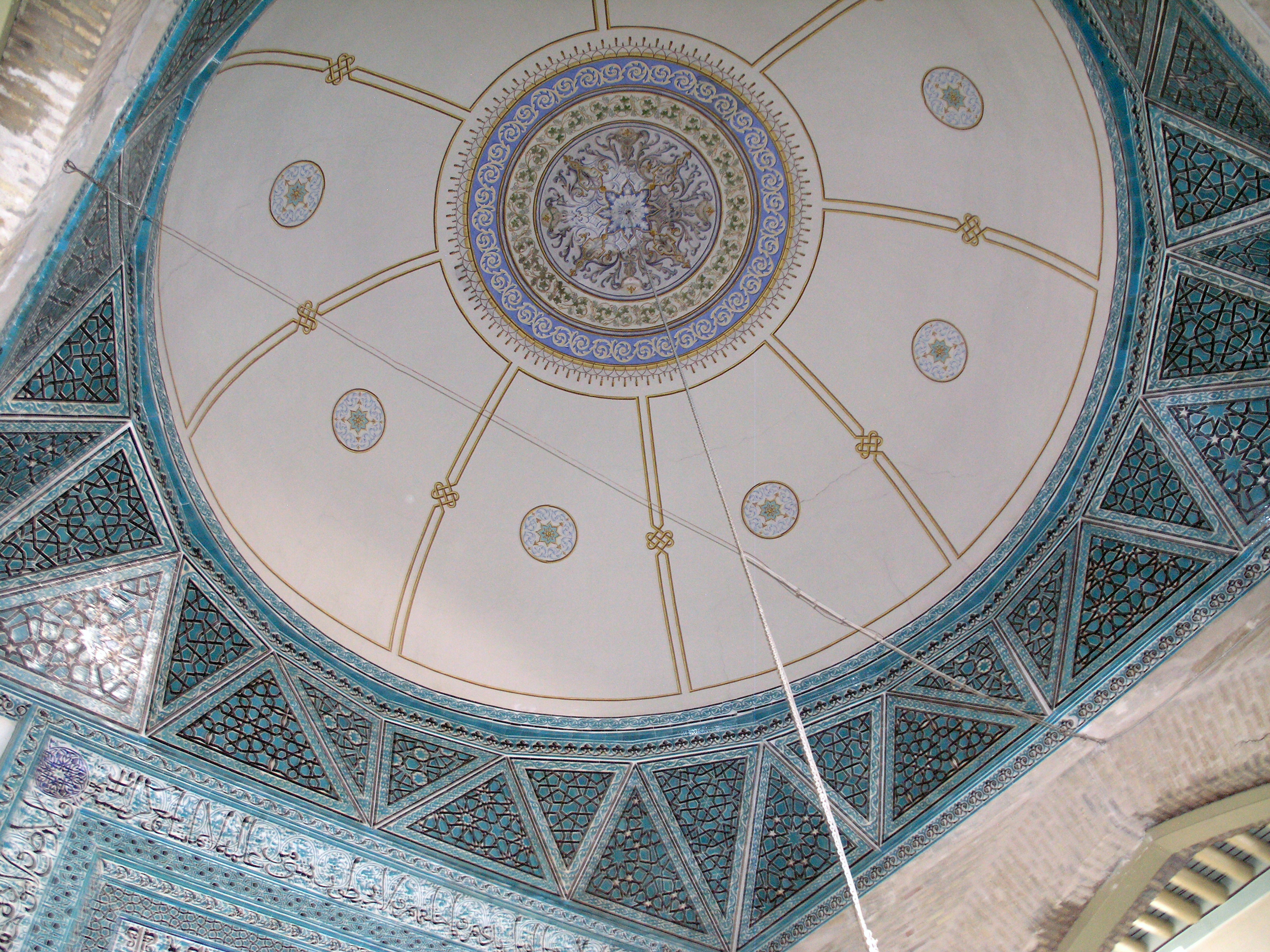
Blick in die Mihrabkuppel
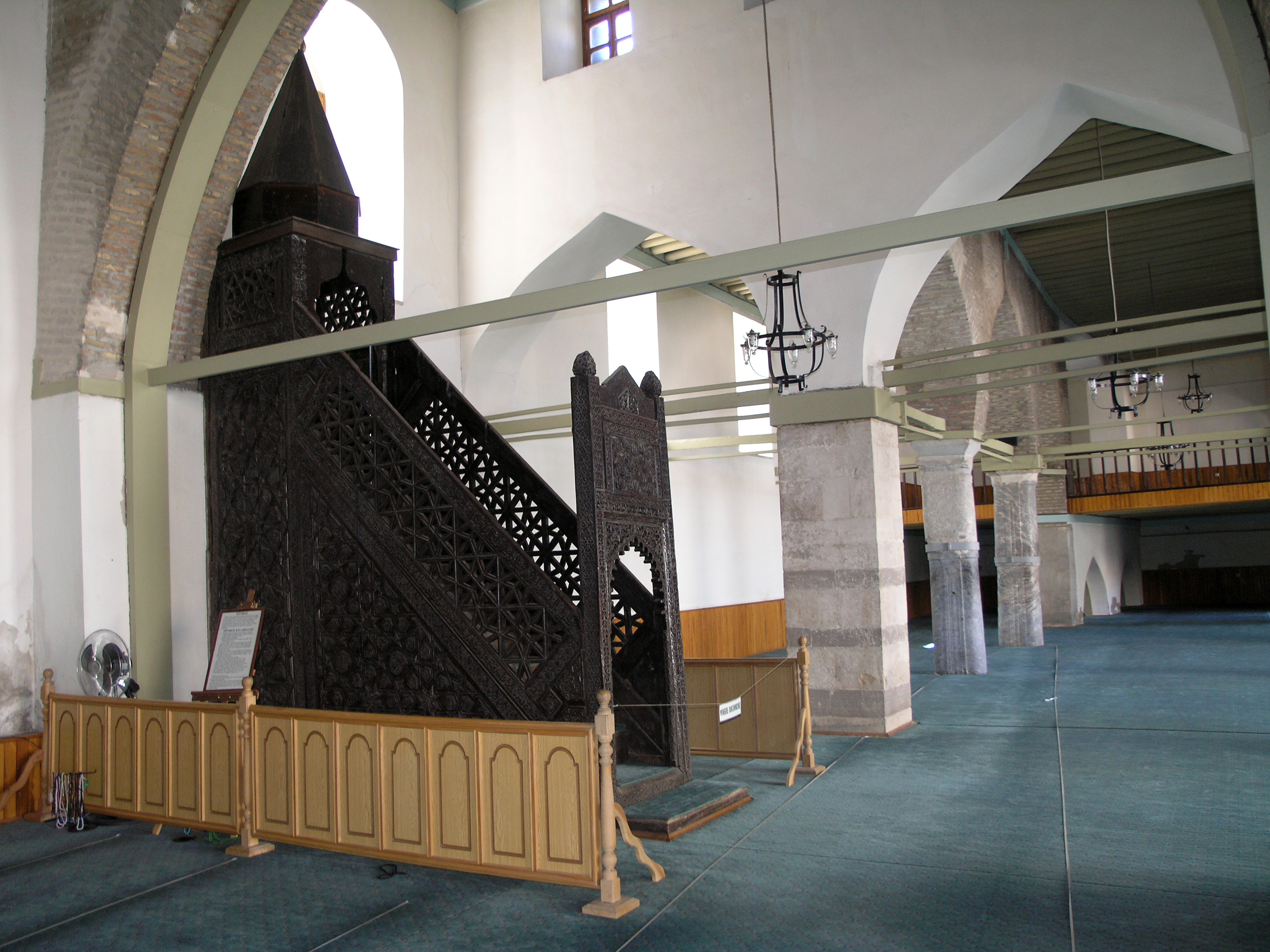
Minbar, datiert 1155

### Grabbauten

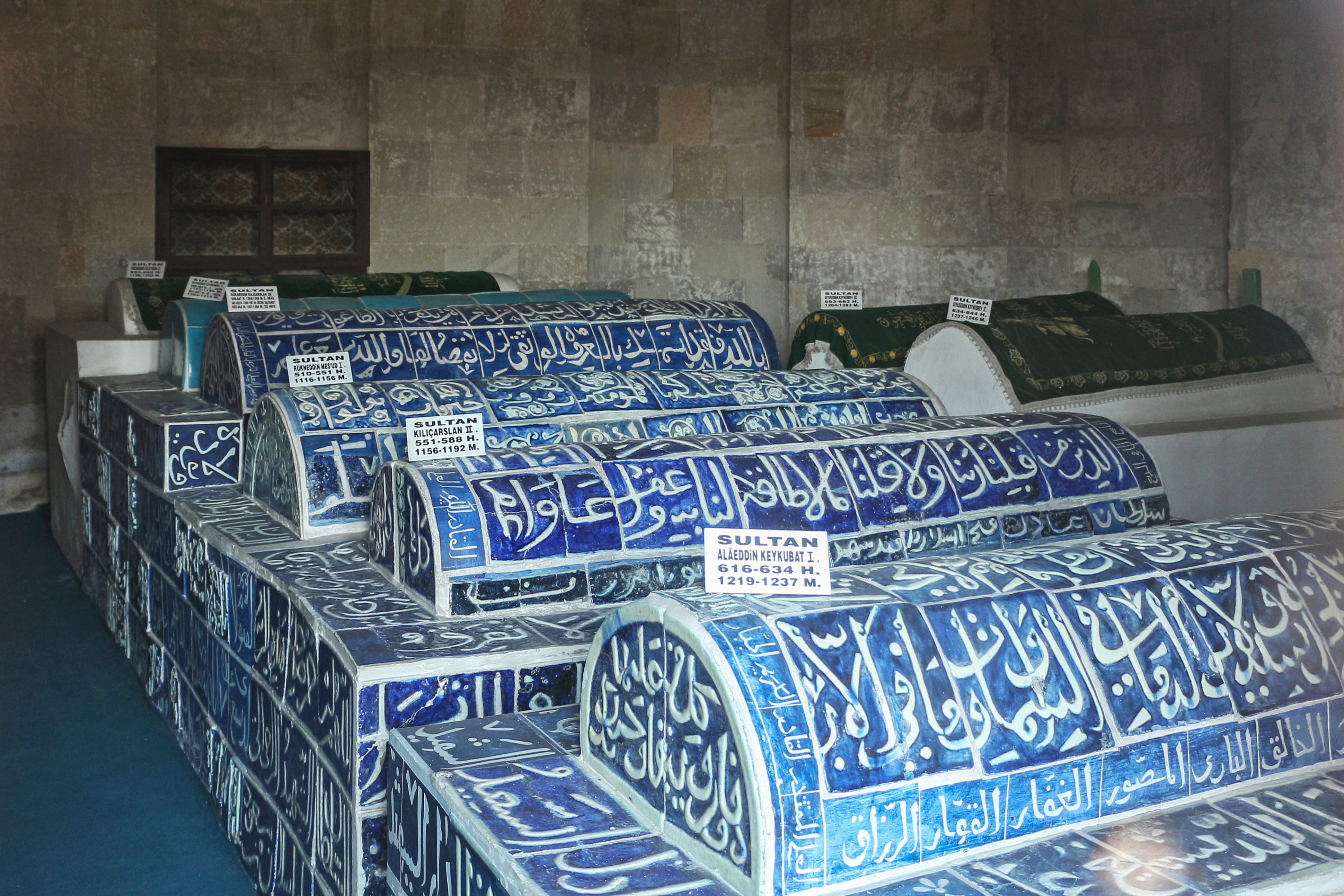
Kenotaphe der seldschukischen Sultane in der Türbe des Kılıç Arslan II.

Der Hof der Alâeddin-Moschee umschließt zwei monumentale Mausoleen. Einer Inschrift auf der Fassade zufolge erbaute Izz ad-Din Kılıç Arslan II. die zwölfeckige Türbe mit dem kegelförmigen Dach. Die Bauinschriften geben auch den Namen des Architekten an: Yūsuf bin ʿAbd al-Dschaffar aus Chudschand. Der Bau wurde zum Mausoleum der Dynastie der Rūm-Seldschukenfürsten, von denen acht dort bestattet sind:
- Rukn ad-Dīn Mas'ūd I. (gest. 1156)
- Izz ad-Din Kılıç Arslan II. (gest. 1192)
- Rukn ad-Din Suleiman Schah II. (gest. 1204)
- Kai Chosrau I. (gest. 1211)
- ʿAlāʾ ad-Dīn Kai-Qubād I. (gest. 1237)
- Kai Chosrau II. (gest. 1246)
- Kılıç Arslan IV. (gest. um 1265)
- Ghīyāth al-Dīn Kaykhusraw III. (gest. 1282).

Die zweite Kümbet wurde von Kai Kaus I. erbaut. Sie ist gänzlich in Marmor errichtet und liegt genau gegenüber dem marmornen Hauptportal, dessen Gestaltung und Ornamentik das Grabtor wieder aufgreift.

## Stilistische Einflüsse

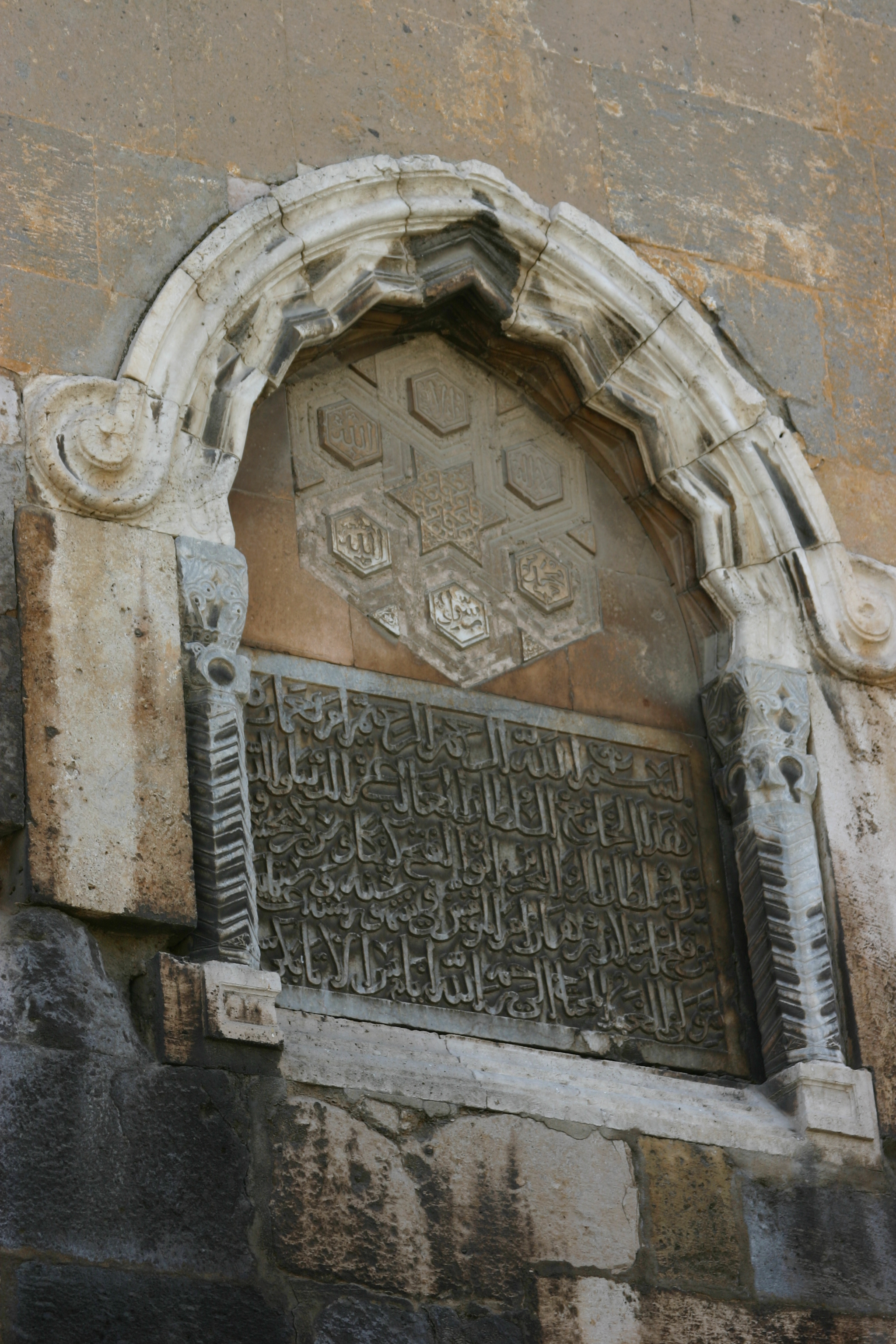
Byzantinische Spolien und Bauinschrift in der Nordfassade

Im Verhältnis zur Bedeutung der Alâeddin-Moschee als Grabmoschee der Dynastie der Rum-Seldschuken wirkt der Bau, auch im Vergleich zu anderen Bauwerken der Epoche, archaisch und nur wenig repräsentativ. Byzantinische Spolien, besonders leicht transportable Elemente wie Fensterpfosten oder Säulen, finden sich reichlich im gesamten Bauwerk. Eine der Säulen in der Gebetshalle trägt eine griechische Widmungsinschrift, die auf das 5. Jahrhundert datiert werden konnte. Die Mauer der Nordfassade bricht nach etwa zwei Dritteln ihrer Länge im östlichen Teil abrupt ab und setzt sich in einer deutlich niedrigeren und in leichtem Winkel zum höheren Teil der Mauer stehenden versetzt fort. In diesem Ostteil der Mauer, der zum Rest der Fassade nicht so recht passen will, ist in Teilen ein doppeltes Sims erhalten, wie es für die frühe byzantinische Architektur Anatoliens typisch ist. Redford hält es für möglich, dass dieser Teil zu einem byzantinischen Vorgängerbau gehört haben könnte, aus dem auch die Spolien stammen könnten.
Das Hauptportal ist aus abwechselnd verbauten hellen und dunklen Marmorblöcken errichtet. Diese als Ablaq (arabisch أبلق, DMG ʿablaq ‚mehrfarbig, wörtl. scheckig‘) bekannte Bauweise ist kennzeichnend für die syrische Architektur des 12. Jahrhunderts. Im Jahr 1109 wurden Reparaturarbeiten an der Umayyaden-Moschee in Damaskus mit Mauerwerk im Ablaq-Stil ausgeführt. Deren Kuppel war schon Ende des 11. Jahrhunderts vom Seldschukensultan Malik Şah I. wieder aufgebaut worden, der auch die Große Moschee von Diyarbakır umgestalten ließ. Auch der Name eines der Baumeister, al-Dimishqī („der Damaszener“), deutet nach Aslanapa (1971, S. 108) darauf hin, dass er diesen Stil aus dem damals von den Zengiden beherrschten Syrien nach Anatolien gebracht haben könnte. Syrische Architekten erbauten für Kılıç Arslan II. und Kai Kaus I. auch die Festungsanlagen von Antalya, Alanya und Sinop, sowie die Sultanhanı-Karawanserei bei Aksaray. Den syrischen Architekten ist die Einführung des dekorativen zweifarbigen Ablaq-Mauerwerks, der islamischen Kalligrafie und der islamischen „Tropfsteingewölbe“ (Muqarnas) zu verdanken, die die seldschukische Architektur in späterer Zeit zu einem vollendeten, eigenständigen Baustil zusammenfasste und weiterentwickelte.